# 張佳宝
張 佳宝（ちょう かほう、1957年9月 - ）は、中華人民共和国の土壌学者。中国工程院院士。

## 経歴
1957年9月、江蘇省高郵県で生まれる。1982年、南京農業大学を卒業。1985年中国科学院南京土壌研究所にで修士の学位取得。1990年フィリピン大学にて土壌物理学博士の学位取得。帰国後は中国科学院南京土壌研究所の研究員を担当した。

## 栄典
- 2019年11月22日、中国工程院院士[2]。